# Закс, Арт Яковлевич
Арт Яковлевич Закс (1878—1938) — педагог, краевед, методист внешкольной работы.

## Биография
Родился 15 (27) мая 1878 года в городе Порхов Псковской губернии в семье земского врача Якова Григорьевича Закса. В семье был ещё один сын, Владимир Яковлевич Закс — известный как директор библиотеки Воронежского сельскохозяйственного института (с 1913), один из основателей Воронежской научной школы библиографии Воронежского края.
В 1896 году окончил Шестую Санкт-Петербургскую гимназию, где учился с 6 по 8 класс. В 1901 году окончил историко-филологический факультет Санкт-Петербургского университета и поступил воспитателем в Тенишевское училище.
В 1905 году возглавлял комиссию по проведению всеобщей забастовки учителей Петербурга. В 1906 году вместе с А. Л. Липовским был вынужден уйти из училища; в декабре был арестован, но вскоре выпущен на поруки.
В 1907—1914 годах работал в Коммерческом училище в Лесном; одним из его любимых учеников здесь был А. А. Роде. Одновременно преподавал спецкурс экскурсионного дела в Педагогической академии (1908—1915) и позднее в Тверской женской учительской школе им. П. П. Максимовича (1915—1919).
Был одним из организаторов Центрального музейно-экскурсионного института (1921—1923), а затем — Бюро школьных экскурсий Наркомпроса (1923—1930) и Центральной детской экскурсионной станции.
В 1923—1931 годах возглавлял Институт методов внешкольной работы и Центральную опытно-показательную экскурсионную базу Наркомпроса. И. М. Гревс, с которым Закс начал свою педагогическую деятельность в Тенишевском училище, характеризовал его как «выдающегося насадителя и двигателя у нас экскурсионных традиций и неутомимо энергичного их организатора».
А. Я. Закс страдал хроническим недугом — периодически повторяющимися микроинсультами. От этой болезни он скончался в конце января 1938 года.